# Zeive
Zeive é uma localidade da freguesia de Parâmio, no concelho de Bragança, em Portugal.
O seu código postal é o 5300-742 Zeive.